# كيث سوتون
كيث سوتون (بالإنجليزية: Keith Sutton)‏ هو سياسي أسترالي، ولد في 12 فبراير 1896 في بورتلاند في أستراليا، وتوفي في 6 أبريل 1973 في أستراليا. حزبياً، نشط في حزب العمال الأسترالي. وقد انتخب عضو الجمعية التشريعية فيكتوريا عن دائرة Electoral district of Albert Park ‏ (13 مايو 1950 – 18 مايو 1970).